# 안도 슌야
안도 슌야(일본어: 安藤 駿冶, 1991년 10월 25일 ~ )는 일본의 축구 선수이다.

## 구단 경력
과거 후지에다 MYFC에서 활동하였다.